# 巴伐利亚雕像

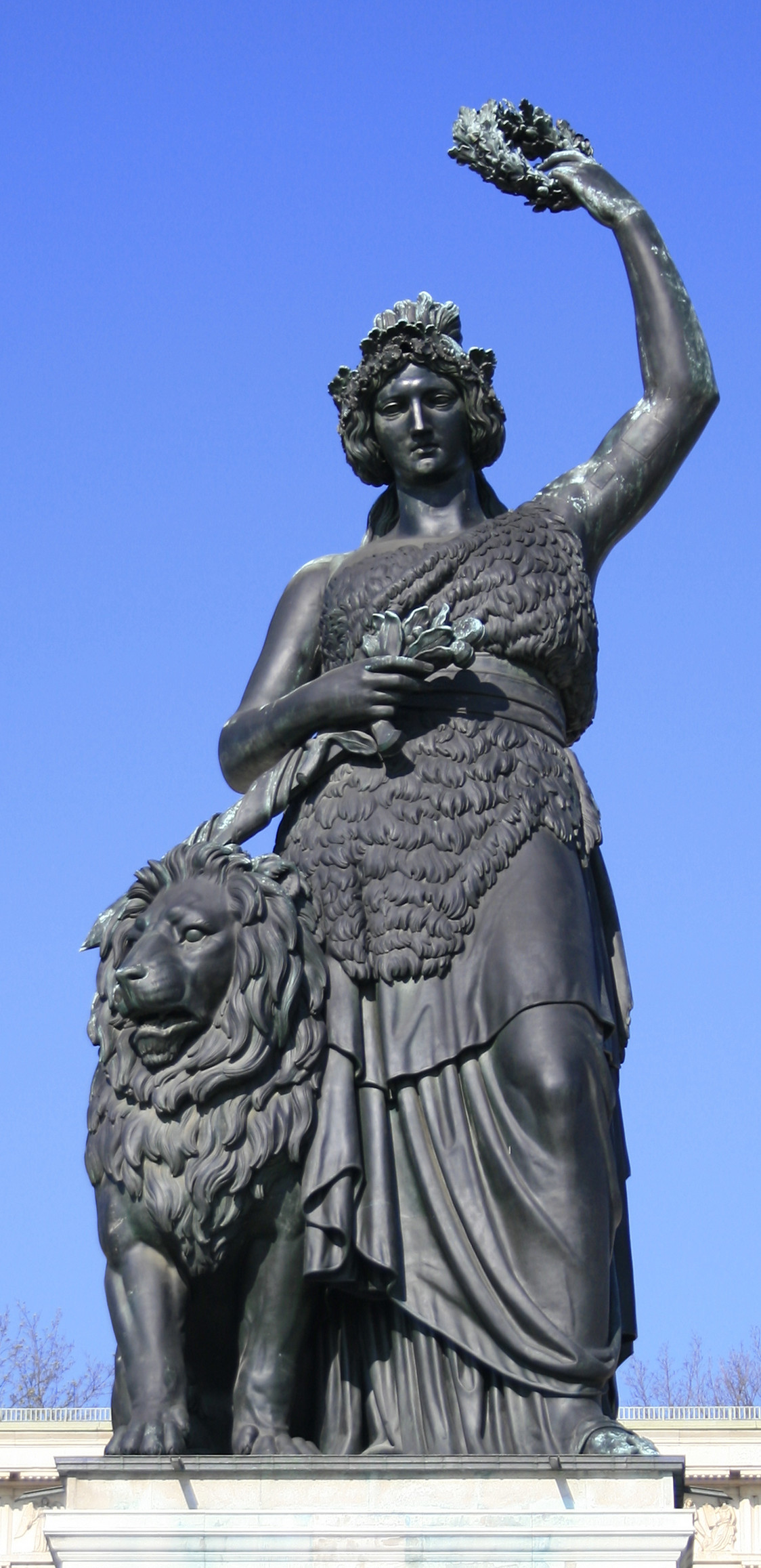
巴伐利亚雕像

巴伐利亚雕像是德国南部慕尼黑的一尊巨大的19世纪青铜雕像，以一个人格化的女性形象，代表巴伐利亚。
巴伐利亚雕像与名人堂（Ruhmeshalle）构成一个整体，由路德维希一世 (巴伐利亚)下令修建，通过竞赛确定了设计者。它铸造于1844年到1850年，高18.52米，重约87.36吨，安放在8.92米高的石头基础上。
通过内部楼梯登顶可俯瞰特蕾西娅草坪和慕尼黑市中心。